# نيكولا الأول
نيكولا الأول هو البابا رقم 105 في قائمة باباوات الكنيسة الكاثوليكية انتخب في 24 أبريل عام 858 وتوفي يوم 13 نوفمبر عام 867.
لم تكن الأحداث التي وقعت بينه وبين خارج روما ذات أهميةٍ في عهده، حيث كان من أهم الأحداث الخارجية التي وقعت في عهده هي القطيعة التي وقعت بين روما والإمبراطورية البيزنطية، وفي عهده حدث طلاق بين الأمير لوثر وبين ثيبرج ليتزوج والدريد التي كانت خليلته، حيث أن الأساقفة لم يقوموا بالتنصيف فيما بينهما، لذلك حل هذا البابا مكانهم وعزل هؤلاء الأساقفة، واتخذ مبدأ عدم تدخل الدولة في شؤون الكنيسة والعكس أيضاً حيث بهذا المبدأ تم فصل السلطات في عهده. وكان البابا المزيف انستاس أميناً لهذا البابا.

## روابط خارجية
- نيكولا الأول على موقع الموسوعة البريطانية (الإنجليزية)
- نيكولا الأول على موقع إن إن دي بي (الإنجليزية)